# Anahí Puente
Anahí Giovanna Puente Portilla (Mexico-Stad, 14 mei 1983) is een Mexicaans zangeres en actrice. Zij is bekend geworden als lid van de popgroep RBD.

## Filmografie

### Televisie
- 2011: Dos Hogares – Angélica Estrada
- 2007: Lola, érase una vez – Anahí
- 2004: Rebelde – Mía Colucci
- 2002: Clase 406 – Jessica Riquelme
- 2000: Primer Amor – Jovanna Luna
- 1999: Mujeres engañadas – Jessica Duarte
- 1999: El diario de Daniela – Adela Monroy
- 1998: Gotita de amor – Nuria
- 1998: Vivo por Elena – Talita
- 1997: Mi pequeña traviesa – Samantha
- 1996: Tu y yo – Melissa Álvarez
- 1995: Alondra – Margarita
- 1992: Ángeles sin paraíso – Claudia
- 1991: Muchachitas – Betty
- 1991: Madres egoístas – Gaby
- 1991: La pícara soñadora – Vendedora
- 1989: Carrusel – Paty

### Televisieseries
- 2007: RBD: la familia – Anahí
- 1996: Mujer, casos de la vida real – Fabiola
- 1989: La hora marcada – Muñeca
- 1989: La Telaraña – Paty
- 1986: Chiquilladas – Frambuesa

### Films
- 2000: Tarde Azul – Nicole
- 1999: Inesperado amor – Ana
- 1992: No me defiendas compadre – Estephania[bron?]
- 1992:	El ganador – Mariana Sant
- 1991:	Nacidos para morir – Julia
- 1989: Había una vez una estrella – María Juana
- 1989:	Asesinato a sangre fría – Victoria

## Discografie

### Anahí
Het eerste album is genoemd naar haar artiestennaam, Anahí. Dit album is uitgekomen in 1992.
1. El Ratón Pérez
2. Apaguen el Despertador
3. No le tengo Miedo al Doctor
4. Pastel de Chocolate
5. Somos Amigos
6. El Blues de la Paleta
7. Hay un Chico que me gusta
8. El Twist de mi Hermano
9. Los dos al Agua
10. Un Casamiento en el Zoo
11. A bailar la Conga
12. Te doy un Besito

### Hoy es mañana
Het tweede album heet Hoy es mañana. Dit album is uitgebracht in 1996.
1. Descontrolándote
2. Por volverte a ver
3. Soy como soy
4. Bailar
5. Máscaras
6. Fin de semana
7. Historia entre Amigoas
8. Corazón de Bombón
9. Teléfono suena
10. No me comparen
11. 'Por volverte a ver (Remix)

### Anclado en mi corazón
Het derde album heet Anclado en mi corazón. Dit album is uitgebracht in 1997.
1. Salsa Reggae
2. Anclado en mi Corazón
3. Para nada
4. Sexy
5. A un Metro del Suelo
6. Porción de amor
7. Con los Brazos en Cruz
8. Química
9. Escándalo
10. Salsa Reggae Remix
11. Anclado en mi Corazón (Energy Mix Radio)

### Baby Blue
Het vierde album heet Baby Blue. Dit album is uitgebracht in 2000.
1. Es el Amor
2. Como cada Día
3. Tranquilo Nene
4. Super Enamorándome
5. Primer Amor
6. Aquí sigues estando
7. Tu Amor cayó del Cielo
8. Volveras a mi
9. Desesperadamente sola
10. Sobredosis de Amor

### Mi Delirio
Het  vijfde album heet Mi Delirio. Dit album is uitgebracht in 2009.
1. Mi Delirio
2. Quiero
3. Qué más da
4. Hasta que llegues tú
5. No te quiero olvidar
6. Me hipnotizas
7. Para qué
8. Te puedo escuchar
9. Él me mintió
10. Gira la Vida
11. Hasta que me conociste

### Singles
- Descontrolándote (1996)
- Corazón de bombón (1996)
- Por volverte a ver (1996)
- No me comparen (1996)
- Anclado en mi corazón (1997)
- Escándalo (1997)
- Salsa reggae (1997)
- Primer amor (2000)
- Superenamorándome (2001)
- Juntos feat Kuno Becker (2001)
- Desesperadamente sola (2001)
- Tu amor cayó del cielo (2001)
- Mi delirio (2009)
- Quiero (2010)
- Me hipnotizas (2010)
- Alérgico (2011)
- Para qué (2011)
- Dividida (2011)
- Click (2011)
- Absurda (2013)